# Berchtesgadener Bürgerwald

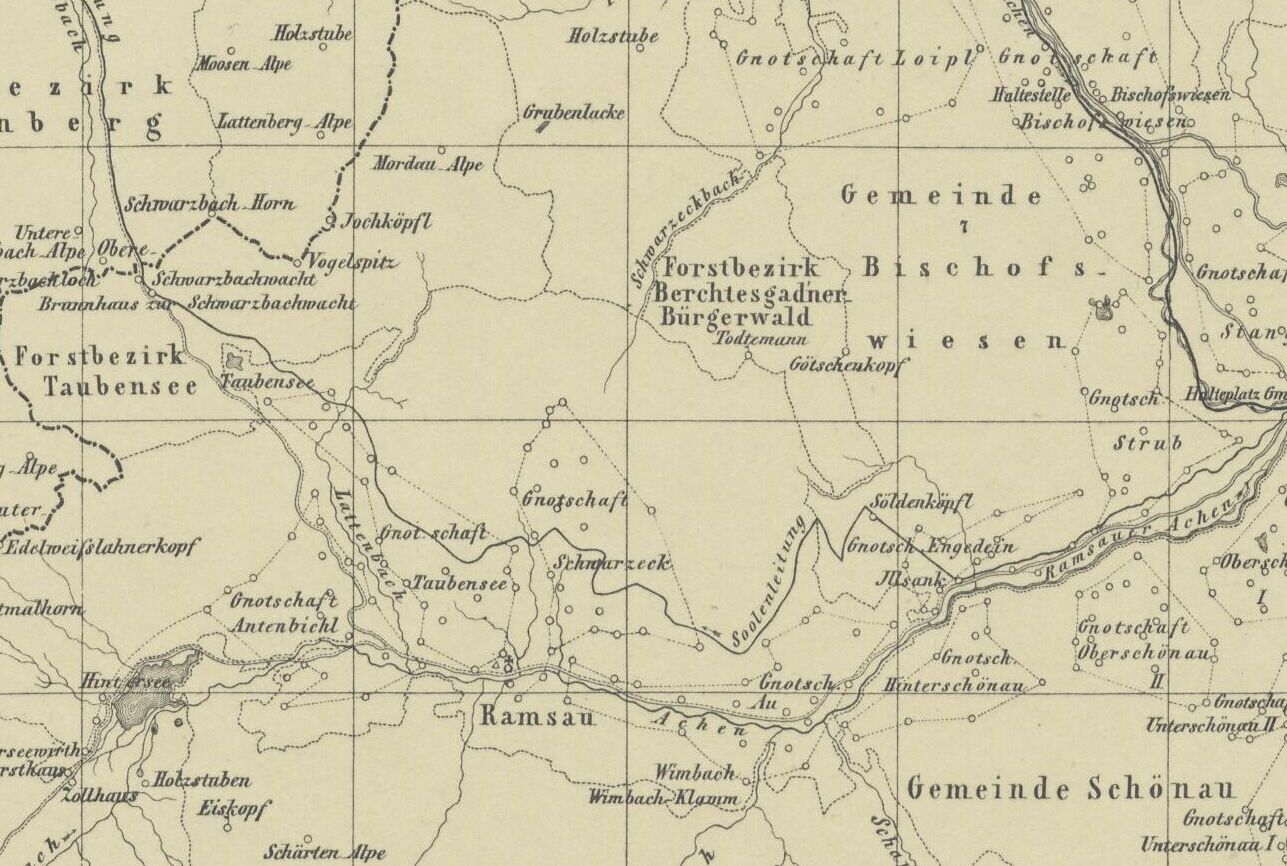
Der Berchtesgadener Bürgerwald auf einem Kartenausschnitt zum damaligen Amtsgericht Berchtesgaden bzw. dem Bezirksamt Berchtesgaden von 1896

Der Berchtesgadener Bürgerwald ist ein kleines Bergwaldgebiet im Landkreis Berchtesgadener Land und hatte bis Juni 1982 den Status eines gemeindefreien Gebietes. Die Bezeichnung des Waldes verweist zwar auf Berchtesgaden als dessen privatrechtlichen Grundeigentümer, eingegliedert wurde er jedoch nach Aufhebung der Gemeindefreiheit in zwei angrenzende Gemeinden: der größte Teil mit 258,9 Hektar nach Bischofswiesen, sowie ein sehr kleiner Teil mit 2,0 Hektar nach Ramsau bei Berchtesgaden (Gnotschaft Schwarzeck).

## Geographie
Das 260,89 Hektar große und als „Berchtesgadener Bürgerwald“ bezeichnete Gebiet ist nahezu vollständig bewaldet. Es lag westlich der Gemeinde Bischofswiesen, zu welcher Gemeinde es überwiegend seit seiner Auflösung gehört, und liegt westlich der Gnotschaft Loipl in Bischofswiesen, sowie nordöstlich der Gemeinde Ramsau bei Berchtesgaden (Gnotschaft Schwarzeck). Die höchste Erhebung darin misst 13856 m ü. NN Meter am Nordwesthang des 1392 hohen Gipfels Tote Mann. Im Osten verläuft die Grenze über den Gipfel des 1305 Meter hohen Götschenkopfs. Nördlich davon liegt an der Ostgrenze das Familienskigebiet Götschen. Im Süden erstreckt sich das Gebiet über den Mitterbergriedel bis zum Klinggraben (oberster Teil mit rund 500 Metern Länge), der weiter südlich über den Bachmanngraben bei Ilsank in die Ramsauer Ache mündet.
Mit seiner Nordwestseite grenzt das Gebiet an den wesentlich größeren Bischofswiesener Forst, einem ehemaligen gemeindefreien Gebiet, dessen Hauptteil seit dem 1. Januar 2010 als separate Gemarkung ebenfalls zu Bischofswiesen gehört. Diese Grenze läuft entlang des Schwarzeckbachs, dem hier linksseitig die Kreisstraße BGL 17 folgt. Die nächstgelegenen bewohnten Anwesen gehören zur Bischofswiesener Gnotschaft Loipl und liegen links der BGL 17 im Norden, nämlich Rothenkreuz, Holzstubenhäusl sowie Hinter- und Vorderstockerlehen.
Im Norden des Gebiets, am Schwarzeckerweg gegenüber Rothenkreuz, befindet sich eine Kiesgrube.

### Flächennutzung
Heute wird das Flurstück 2058 in der Gemarkung Bischofswiesen mit einer amtlichen Fläche von 2.590.952 m² geführt, davon:
- 2.518.358 m² oder 97,2 Prozent Wald
- 35.338 m² Weg
- 15.159 m² Tagebau, Grube, Steinbruch
- 9.133 m² Unkultivierte Fläche
- 8.734 m² Grünland
- 2.981 m² Freizeitanlage "Deutsche Schäferhunde OG BGD"
- 502 m² Sportanlage
- 404 m² Gehölz
- 176 m² Fließgewässer "Schwarzeckbach"
- 98 m² Fläche gemischter Nutzung
- 58 m² Fließgewässer "Klinggraben"
- 11 m² Umspannstation

Das Flurstück 648 der Gemarkung Ramsau b.Berchtesgaden umfasst 21.960 m², vollständig Wald.

## Geschichte
Vermutlich bereits im Zuge des Landbriefes von 1377 hatten Bürger und Gewerbetreibende des Marktes Berchtesgaden das Recht, sich in einem ausgewiesenen Waldbezirk mit Holz zu versorgen. Beurkundet wurde ein solches Recht erstmals 1567 in der vermutlich von der Stiftsherrschaft erlassenen „Berchtesgadener Marktordnung“. Hierin wurde zuerst östlich des heutigen Gebiets ein Areal dafür ausgewiesen. Es lag am Sillberg und am Ostabhang des Götschen, beginnend im Südosten an der Gmundbrücke an der Mündung der Bischofswieser Ache in die Ramsauer Ache. Die Verlegung westwärts in das heutige Gebiet erfolgte im Jahr 1689, weil die erste „Untertanenwaldung“ völlig ausgeholzt war, nachdem auch Bauern aus Bischofswiesen und anderen angrenzenden Gebieten sich dort mit Holz versorgt hatten.
Erstmals namentlich erwähnt wird 1628 von Landrichter und Waldirektor Christoph Gadolt (im Amt von 1623 bis 1645) der „Siglberg Burger Wald“ und schließlich 1794 der „Berchtesgadener Bürgerwald“ in einem „Situationsplan des Ländchens Berchtesgaden“. Wiewohl er den Bauern in der Praxis immer mehr Rechte vorenthalten hatte, wurde 1798 von Hofkammerart Josef Utzschneider, dem Leiter einer Kommission zur „Waldvisitation der Salinen-, Schwarzwälder und Untertanenwaldungen von 1794“, das Recht des Marktes Berchtesgaden auf einen Bürgerwald anerkannt. Laut Feulner „sieht es so aus“, als ob somit „seit 1800 der Bürgerwald nicht nur als Besitz, sondern als tatsächliches Eigentum dem Markt gehörte.“
Zwischen 1812 und 1818 wurden aus den acht „Urgnotschaften“ und den zwei Gerichtsorten der säkularisierten Fürstpropstei Berchtesgaden königlich bayerische Gemeinden mit zum Teil neuen Zuschnitt gebildet und aus den Forstbezirken der Region, darunter dem vergleichsweise kleinen Berchtesgadener Bürgerwald, acht gemeindefreie Gebiete. In den Jahren 1829, 1830 gab es eine erste Versammlung der Berchtesgadener Bürgerschaft, die zu entscheiden hatte, ob der Wald verkauft werden sollte – was dann aber trotz eines Mehrheitsbeschlusses dafür nicht geschah.
Am 2. Dezember 1958 wurde innerhalb des Berchtesgadener Bürgerwaldes der für die nahegelegene Jägerkaserne in Strub eingerichtete Standortübungsplatz „Silberg“ mit einer Lehrübung eröffnet.
1975 gab es den Plan, den Berchtesgadener Bürgerwald gegen den im bayrischen Staatsbesitz befindlichen und weit näheren Rostwald einzutauschen. Der Rostwald liegt zwar auch auf dem Gebiet der Gemeinde Bischofswiesen (Gnotschaft Stanggaß), jedoch an der Grenze zum Markt Berchtesgaden. Dieser Plan wurde jedoch von „staatlicher Seite jahrlang verschleppt“ und am Ende „zu Grabe getragen“.
Von 1978 bis 1979 wurde eine 3,4 km lange und 3,5 Meter breite Forststraße angelegt, die durch die Hauptbestände bis auf eine Höhe von knapp 1100 Metern führt.
Am 1. Juli 1982 wurde das gemeindefreie Gebiet aufgelöst und größtenteils (258,9 Hektar) in die Gemeinde und Gemarkung Bischofswiesen eingegliedert. Ein kleiner Gebietsstreifen am Toten Mann (zwei Hektar) wurde nach Ramsau bei Berchtesgaden eingemeindet. Grundeigentümer des Bürgerwaldes blieb jedoch der Markt Berchtesgaden.
Zwei Restflächen des Gebiets wurden am 3. August 1987 in das damals gemeindefreie Gebiet Bischofswiesener Forst (1,1938 Hektar) und in die Gemeinde Bischofswiesen (74 Quadratmeter) eingegliedert.
Seit Jahrzehnten hat der Bürgerwald nicht mehr die wichtige wirtschaftliche Funktion, die er früher als Holzlieferant für die Berchtesgadener Bürgerschaft und das Berchtesgadener Holzgewerbe hatte, da die Bedeutung des Rohstoffs Holz als Energieträger und auch als Baumaterial abgenommen hat.